# ذخیره‌گاه انرانمومینا
ذخیره‌گاه انرانمومینا (به لاتین: Andranomena Reserve) یک پارک ملی در ماداگاسکار است که در Western Madagascar واقع شده‌است.